# Мілосердов Валерій Володимирович
Валерій Володимирович Мілосердов (нар. 1961, Херсонська область) — український документальний фотограф, фоторедактор, учитель, заслужений журналіст України (2009).

## Життєпис
Валерій Мілосердов народився 1961 року на Херсонщинщині.
Фотографією захопився завдяки дядьку Володимирові Камінському. Від 1983 року знімає професійно.
Закінчив факультет журналістики Московського державного університету (1985). Працював фотокореспондентом у Киргизькому телеграфному агентстві (Фрунзе), газетах «Известия», «Київські відомості», «Дзеркало тижня» (Київ), фоторедактором київських газет та журналів «День», «Комерсант-Україна», «Сьогодні», «Час.ua», «Профіль», на вебсайті «Телекритика», фотографом у фонді культурних ініціатив «Ізоляція». 2011 року покинув фотожурналістику. Нині — куратор фотоколекції Меморіального центру Голокосту «Бабин Яр» та викладач у Школі фотографії Віктора Марущенка.
Зафіксував і висвітлив критичні моменти політичної історії, такі як січневі події у Вільнюсі та серпневий путч, знесення пам'ятника Леніну у Львові, кримськотатарський мітинг у Сімферополі, Придністровський конфлікт, проблеми шахтарів Донбасу (1994—1999, серія «Покинуті люди»), ліквідацію ядерних ракет України (1993—1996) та інші ключові події.
У 1991 році у київській редакції газети «Известия» знайшов покинутий архів відомої фотожурналістки УРСР Ірини Пап.
2015 року фотографував Маріуполь, Слов'янськ, Краматорськ Донецької области. Згодом на основі цих світлин видали книгу «Wariupol» (співавтор Дмитро Сєргєєв).
Автор персональних та учасник колективних виставок в Україні, Швейцарії, Словаччині, Росії, ОАЕ.
Увійшов до шорт-листа конкурсу професійної журналістики «Честь професії 2025» у номінації «Найкраща публіцистика» («Хто вселив страх у серце шахтаря з Донеччини?» – Данило Бумаценко, фото Валерія Мілосердова з проєкту «Покинуті люди», Frontliner).

## Нагороди
- заслужений журналіст України (5 червня 2009) — за вагомий особистий внесок у розвиток вітчизняної журналістики, активну громадську позицію, високий професіоналізм та з нагоди Дня журналіста[7];
- спеціальна премія журі на фестивалі Grand Prix Images Vevey (1995, Веве, Швейцарія) — за серію документальних фотографій «Покинуті люди», присвячена проблемам шахтарів Донбасу.